# Hideo Suwa
Hideo Suwa (すわひでお Suwa Hideo?) Es un cantante y letrista de origen japonés. Hizo su primera aparición en Bemani en 2001 trabajando en el videojuego pop'n music 6. Él continuó elaborando canciones para pop'n music y beatmania IIDX, y tiempo después se volvió uno de los artistas más populares en las series de BEMANI después de prestar su voz para la canción "H@ppy Choice".

## Música principal
La siguiente lista muestra las canciones que fueron creadas por el mismo autor y también con los artistas que trabajó para su elaboración:

### beatmania IIDX
- beatmania IIDX 6th style
  - Buffalo

- beatmania IIDX 8th style
  - 夜のサングラス

### GITADORA
- GuitarFreaks V5 & DrumMania V5
  - 田んぼの田

- GuitarFreaksXG & DrumManiaXG
  - 憧れのボディービル!!

- GuitarFreaksXG2 & DrumManiaXG2
  - Around 40

- GuitarFreaksXG3 & DrumManiaXG3
  - 逆ナンされたのにドタキャン!!

- GITADORA
  - ボンビースキップ!!

### jubeat
- jubeat Qubell
  - 変じゃない！！

- jubeat plus
  - Dream On
  - 明日元気にな～れ!!
  - 彼氏にしてみませんか!?
  - ポンギ

### pop'n music
- pop'n music 6
  - H@ppy Choice

- pop'n music 7
  - SA-DA-ME
  - ステテコ捨てて行こう (Exclusivo para pop'n music 7 (CS))

- pop'n music 8
  - H@ppy Choice (LIVE)
  - 恋のキャッチボール
  - School Life (Exclusivo para pop'n music 8 (CS))

- pop'n music 9
  - SA-DA-ME
  - デパ地下のお話
  - Ping Pong Boogie (Exclusivo para pop'n music 9 (CS))

- pop'n music 10
  - Sabrina
  - ヒデオ体操第一

- pop'n music 11
  - Train

- - pop'n music 12 いろは
  - 涙雨物語

- pop'n music 15 ADVENTURE
  - 愛をとりもどせ!!

- pop'n music 16 PARTY♪
  - 愛車はタワシで洗ってる!?

- pop'n music 17 THE MOVIE
  - 背水之陣

- pop'n music 18 せんごく列伝
  - すわひでおのゴロゴロ年号覚え唄決定版

- pop'n music 19 TUNE STREET
  - ガッテンだ!!

- pop'n music 20 fantasia
  - 青春の扉

- pop'n music Sunny Park
  - 背水之陣 (Kagutsuchi Remix)

- pop'n music éclale
  - 怒りと共に去りぬ！！

### REFLEC BEAT
- REFLEC BEAT plus
  - 妄想マニアPart1
  - ウロボロス